# Митрофан III
Патриа́рх Митрофа́н III (греч. Μητροφάνης Γ΄ o Βυζάντιος) — патриарх Константинопольский. Родился в 1520 году. Первый патриарх, которому покровительствовал Михаил Шейтаноглу.
Митрофан — сын болгарского купца из села Святая Параскева (греч. Ая Параскеви), ныне район Хаскёй (Бейоглу) в Стамбуле. Он первый Вселенский Патриарх, для которого есть достоверные доказательства того, что он болгарского происхождения. Он получил прозвище «Византийский», а светское имя его было то Михаил, то Георгий[прояснить]. Служил митрополитом Кайсерийским в Малой Азии. В конце правления Сулеймана Великолепного он был возведен во Вселенского патриарха. Митрофан был избран Вселенским патриархом под покровительством влиятельного и чрезвычайно богатого магната Михаила Шейтаноглу Кантакузина, который, однако, находится на дне и падении «из-за своей склонности к униатству».
В 1546 г. он был рукоположен в митрополита Кесарии своим личным другом Патриархом Константинопольским Дионисием II, который отправил его в Венецию в основном для сбора средств, но Митрофан также отправился в Рим и встретился с папой Павлом III, который учредил орден иезуитов, которые ex post facto пользуются большой заботой[чем?] в Константинополе и стоят за интригой с Кириллом Лукарисом. В 1548 году это известие вызвало большую тревогу среди греческого населения Константинополя, которое восстало и попыталось убить Дионисия, возлагавшего на него ответственность за поведение Митрофана. Из-за миссии и из-за греческих интриг он был смещен с поста митрополита, но больше этого не последовало, так как явно пользовался личной защитой и поддержкой Сулеймана Великолепного. В 1551 году Митрофан переехал жить в Свято-Троицкий монастырь на острове Халки, где занимался расширением библиотеки.
Митрофан был избран Вселенским патриархом в начале 1565 года. В 1568 году Вселенский патриарх Митрофан III в энциклике осудил притеснения евреев на венецианско-греческом Крите. После поражения османов в битве при Лепанто он был низложен из Вселенского патриархата 4 мая 1572 года, потому что Михаил Шейтаноглу передал свою поддержку[прояснить] Иеремии Ларисскому. После своего смещения он был епископом без пастырских обязанностей Ларисы и Хиоса и вернулся жить в Свято-Троицкий монастырь на острове Халки недалеко от столицы.
После неудачной попытки вернуть себе вселенский престол в 1573 г. он был сослан на Афон. Шесть лет спустя, после убийства великого визиря Мехмеда-паши Соколовича, Иеремия потерял своих сторонников, и 25 ноября 1579 года Митрофан был успешно восстановлен на престоле. Он умер как Вселенский Патриарх через несколько месяцев, 9 августа 1580 года, и был похоронен в тогдашнем Патриаршем соборе Богоматери Памакаристос. В 1590 году султан Мурад III ознаменовал завоевание Закавказья обращением церкви в мечеть Fethiye Camii («мечеть Завоевания»).